# Mural (Francisco Fresno)
L'escultura urbana coneguda pel nom Mural, ubicada l'edifici polivalent del govern regional del Principat d'Astúries (c/ Coronel Aranda), a la ciutat d'Oviedo, Principat d'Astúries, Espanya, és una de les més d'un centenar que adornen els carrers de l'esmentada ciutat espanyola.
El paisatge urbà d'aquesta ciutat, es veu adornat per obres escultòriques, generalment monuments commemoratius dedicats a personatges d'especial rellevància en un primer moment, i més purament artístiques des de finals del segle xx.
L'escultura, feta de fibra d'alumini, és obra de Francisco Fresno, i està datada l'any 1992.
Es tracta d'un suport de fibra d'alumini, que l'artista ha pintat de negre i posteriorment ha esquinçat amb esquerdes, de les que o bé emergeixen o bé es submergeixen successives peces també lacades però de diferents mides i colors, la qual cosa dona al conjunt escultòric la possibilitat de transmetre una sensual i suau mobilitat vertical.